# スキャンダル (1976年のフランス映画)
『スキャンダル』（Le Diable au cœur）は1976年のフランスのドラマ映画。
監督はベルナール・クィザンヌ、出演はジェーン・バーキンとジャック・スピエセルなど。
日本では劇場未公開だが、2007年12月14日に発売された「ジェーン・バーキン バースデイ・アニバーサリー DVD-BOX」に『ジェーン・バーキンinスキャンダル』の邦題で収録されている。

## ストーリー
裕福な家庭に生まれ育った青年エリックは、想いを寄せる女性リンダが父親とベッドを共にしているのを目撃し、怒りにませて父親を射殺するとリンダを人質にして別荘に逃げる。

## キャスト
- リンダ: ジェーン・バーキン
- エリック: ジャック・スピエセル（フランス語版）
- ブーヴィエ氏: フィリップ・ルメール（フランス語版） - エリックの父親。政治家。
- ブーヴィエ夫人: エマニュエル・リヴァ - エリックの母親。